# Kamenice (Žďárské vrchy)
Kamenice (780 m) je kopec ve Žďárských vrších. Vrchol se nachází 600 metrů jihovýchodně od obce Roženeckých Pasek v okrese Žďár nad Sázavou. Po severozápadním svahu vede asi 250 metrů dlouhý lyžařský vlek.

## Pomník broučků
Právě v těchto místech se pravděpodobně odehrává děj knihy Broučci spisovatele a jimramovského rodáka Jana Karafiáta, a proto zde byl v roce 2007 postaven Pomník broučků. Pomník představuje deska se jmény a daty narození a úmrtí jednotlivých broučků, umístěná do kamenného památníku. Okolí je pak osázeno chudobkami. Místo bylo nalezeno na základě indicií v knize a také podle záznamů v meteorologické stanici v pražském Klementinu.

## Přístup
Vrchol je dostupný po odbočce ze žlutě značené turistické stezky od Koníkova k Zuberskému rybníku u obce Zubří.